# Cessna T-37 Tweet
Cessna T-37 Tweet – amerykański samolot szkolno-treningowy, produkowany w latach 1955–1975 przez przedsiębiorstwo Cessna. Na bazie samolotu T-37 zbudowano jego szturmową wersję A-37 Dragonfly.